# Grădiștea de Munte
Grădiștea de Munte – wieś w Rumunii, w okręgu Hunedoara, w gminie Orăștioara de Sus. W 2011 roku liczyła 158 mieszkańców.